# Predazione in eccesso

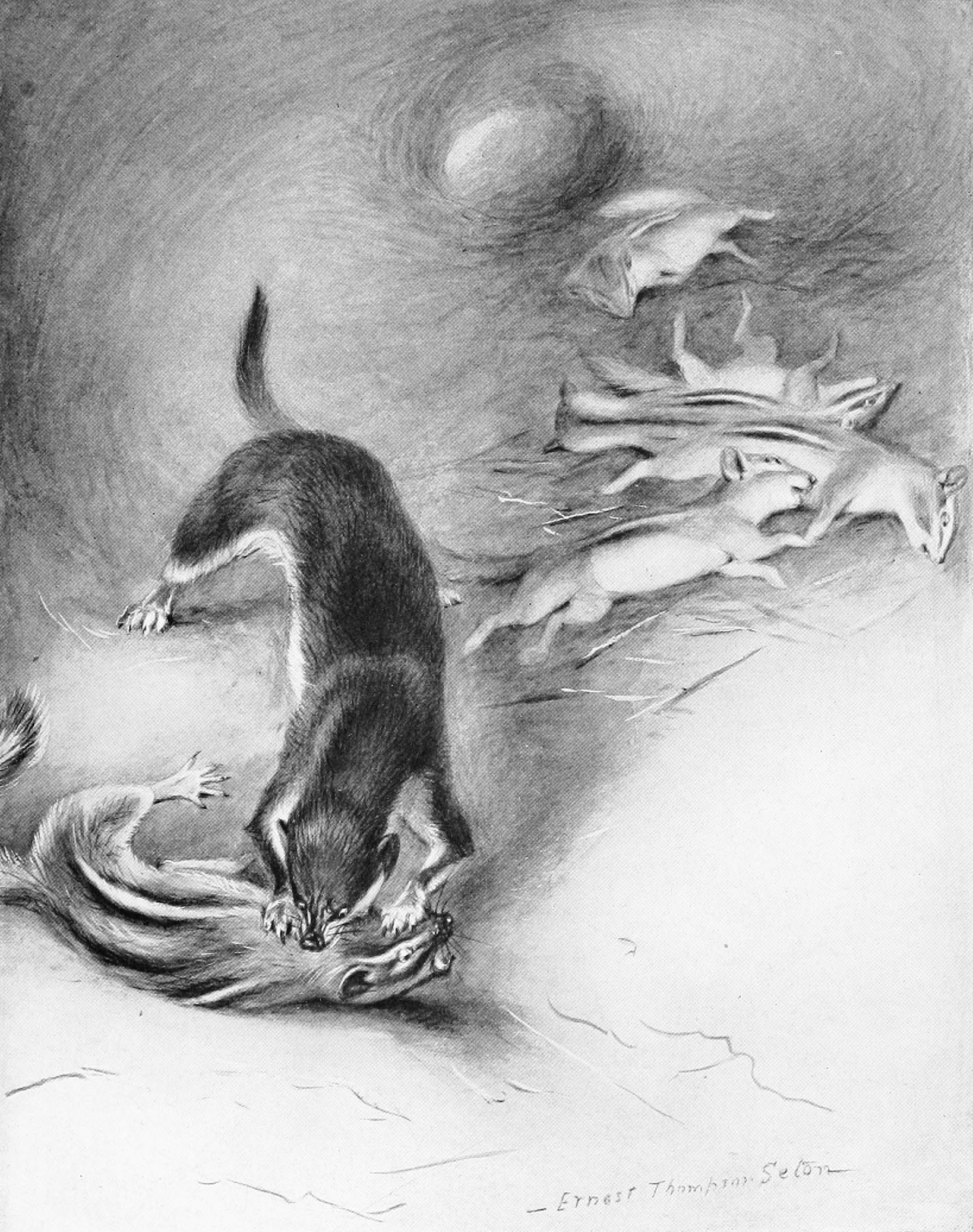
Predazione in eccesso di un ermellino ai danni di un gruppo di scoiattoli striati.

La predazione in eccesso (PE) è un comportamento predatorio che si manifesta quando i predatori uccidono un numero maggiore di prede rispetto al soddisfacimento delle necessità alimentari del momento.
Tale comportamento è stato osservato in diverse specie di animali predatori quali volpi, lupi, coyote, cani, gatti domestici, iene, leoni, linci, leopardi, leoni di montagna, giaguari, mustelidi, procioni, tassi del miele, corvi, averle, orsi bruni, orsi neri, orsi polari, orche, ragni, stadi larvali di libellule e ditteri, acari predatori, alcune specie dello zooplancton e nell'uomo.

## Significato e caratteristiche

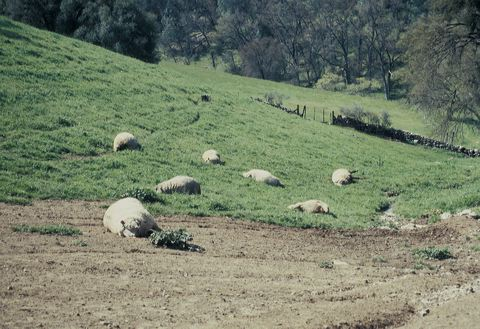
Se il territorio del predatore è ridotto e le prede naturali sono scarse, esso può svolgere l'azione predatoria nei confronti di animali da allevamento. Esempio di predazione in eccesso da parte di leone di montagna su pecore in un pascolo californiano.

In apparenza la predazione in eccesso potrebbe sembrare priva di significato e costituire, per il predatore, un inutile spreco di energia, di risorse alimentari ed in aggiunta metterne a rischio l'incolumità durante la fase di cattura delle diverse prede.
In realtà, nella maggior parte dei casi, la predazione in eccesso rappresenta una strategia adattativa ottimale, forgiata nel corso dell'evoluzione, per assicurare al predatore le risorse necessarie ad una migliore sopravvivenza.
In condizioni naturali, alla predazione in eccesso è normalmente associato il consumo parziale della preda, modalità comportamentale che permette al predatore di massimizzare il bilancio tra l'energia spesa durante la cattura delle prede e l'energia ottenuta con l'assunzione del cibo. 
Affinché si possa manifestare il meccanismo della predazione in eccesso sono richieste, oltre alla presenza di prede in abbondanza, particolari condizioni ambientali e di situazione, che influenzano il meccanismo della predazione in eccesso in modo diverso nelle diverse specie di predatori.
Per esempio, se la popolazione della preda è in una fase di massima densità numerica, il predatore può rivolgere la sua attenzione a molti individui giovani ed inesperti oppure che versano in condizioni di difficoltà (es. mobilità limitata a causa di barriere naturali, femmine durante la gestazione) e quindi prodursi in uccisioni in sovrannumero per poi selezionare gli individui (o anche solo alcune parti di essi) che gli forniscono il maggior numero di calorie.
La predazione in eccesso si può palesare inoltre in zone dove i cicli stagionali rendono difficoltosa la ricerca e reperibilità delle prede, anche per via del mutamento di abitudini delle stesse, a causa dei cambiamenti climatici; è noto che in inverno le prede tendono a rimanere nelle loro tane per evitare dispersioni di calore. In questo caso il predatore sarà orientato quindi ad uccidere il maggior numero di prede disponibili, consumandole parzialmente e conservandole per il futuro. Un altro tipo di predazione in eccesso è correlato all'esistenza di peculiari modalità di alimentazione del predatore stesso (vedi esempi).
Uccisioni in eccesso senza consumo della preda sono molto rare in natura e si verificano principalmente in ambienti artificiali come per esempio recinti con confinamento di animali impossibilitati alla fuga o pascoli liberi in aree dove il territorio del predatore e la disponibilità di prede sono ridotti. In questi casi il predatore si trova a disposizione facili prede che favoriscono l'attivazione del meccanismo predatorio in eccesso. Questa particolare modalità di predazione in eccesso è stata denominata Henhouse Syndrome (sindrome da pollaio).

## Natura del meccanismo
Il biologo olandese Hans Kruuk, osservando la struttura dello schema generale del processo di predazione, ha proposto la seguente ipotesi sulla natura della predazione in eccesso.
La sequenza del meccanismo generale del comportamento predatorio negli animali è costituita da quattro diverse fasi:
1. Ricerca
2. Inseguimento
3. Uccisione
4. Consumo

Ognuna di queste fasi è soggetta a rinforzo positivo indipendente. Il predatore è gratificato non solo dal portare a termine la sequenza, e quindi dalla ricompensa rappresentata dal cibo, ma anche nel successo ottenuto nelle singole fasi. Infatti i tentativi di predazione, soprattutto per i giovani animali che devono imparare, spesso falliscono e quindi deve necessariamente sussistere una forma di rinforzo positivo che li spinge ad eseguire ognuno dei diversi stadi finalizzati alla cattura della preda.
In una situazione di predazione normale, vale a dire dove la preda non è facilmente disponibile ed in grande numero, ognuno dei singoli passaggi - ricerca, inseguimento, uccisione, richiede tempo poiché la preda, difendendosi dall'attacco, sfida il predatore in ognuno di essi. Se si verifica una situazione anomala, dove le fasi di ricerca ed inseguimento sono troppo facili o addirittura assenti, il predatore è stimolato a attuare la fase successiva - l'uccisione - in modo ripetitivo.

## Esempi

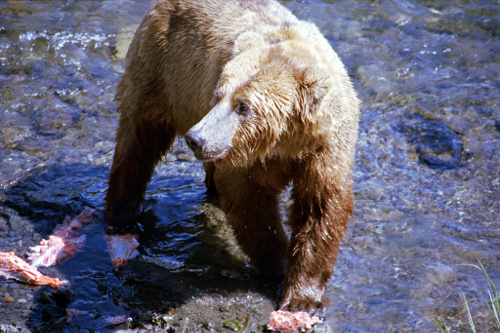
Un orso bruno si ciba di salmoni, abbandonando le parti a minor contenuto energetico

In una ricerca condotta nei mesi di gennaio e febbraio per 13 anni consecutivi (1995-2008), è stato osservato il comportamento predatorio dei lupi presenti nell'Isola Royale, Lago Superiore (Nord America), nei confronti delle popolazioni di alci. Date le condizioni ideali del luogo scelto per le osservazioni (es. assenza di fenomeni migratori e di pressione predatoria da parte di altri carnivori e dell'uomo) è stato possibile effettuare lo studio con il minor numero possibile di interferenze. Negli inverni più rigidi, quando l'intensità delle uccisioni è risultata maggiore, i lupi consumavano una minor quantità della preda, mentre il contrario accadeva negli inverni con temperature più miti, quando il numero delle uccisioni è risultato minore. In quest'ultimo caso, poiché la mobilità e le condizioni di salute delle alci erano maggiori, ai lupi occorreva anche maggiore energia per le diverse fasi della cattura.
Negli inverni più freddi e nevosi le prede avevano minore mobilità ed erano più facili da predare; i lupi quindi potevano esercitare un'intensità di predazione maggiore utilizzando minore energia e nutrirsi di porzioni più contenute, conservando le carcasse per i mesi successivi. Ciò conferma come il meccanismo predatorio sia flessibile in funzione dei diversi parametri ambientali e situazionali e come il predatore sia naturalmente pre-adattato a comportarsi secondo le migliori modalità che garantiscono la sua sopravvivenza. In Africa, quando le prede sono molto abbondanti, i leopardi spesso ne uccidono in gran numero, per poi metterle al sicuro dagli animali spazzini in luoghi strategici, come le biforcazioni degli alberi, per poi consumarle durante i duri periodi di siccità che colpiscono il continente. Lungo la costa pacifica canadese, durante la risalita di aringhe e salmoni, si è osservato che le orche uccidono tantissimi pesci a colpi di coda, per poi mangiarne solo una piccola parte; quest'azione risulta benefica per gli uccelli marini, che si nutrono dei pesci morti, uccisi ma non mangiati dalle orche, che galleggiano in superficie.

Nel territorio dello Yukon in Canada sono stati osservati coyote e linci che, all'inizio dell'inverno, quando il ciclo della densità di popolazione delle lepri scarpa da neve raggiunge il suo picco, uccidono il massimo numero di prede possibile, per seppellirle nella neve e poi cibarsene durante il rigido inverno.

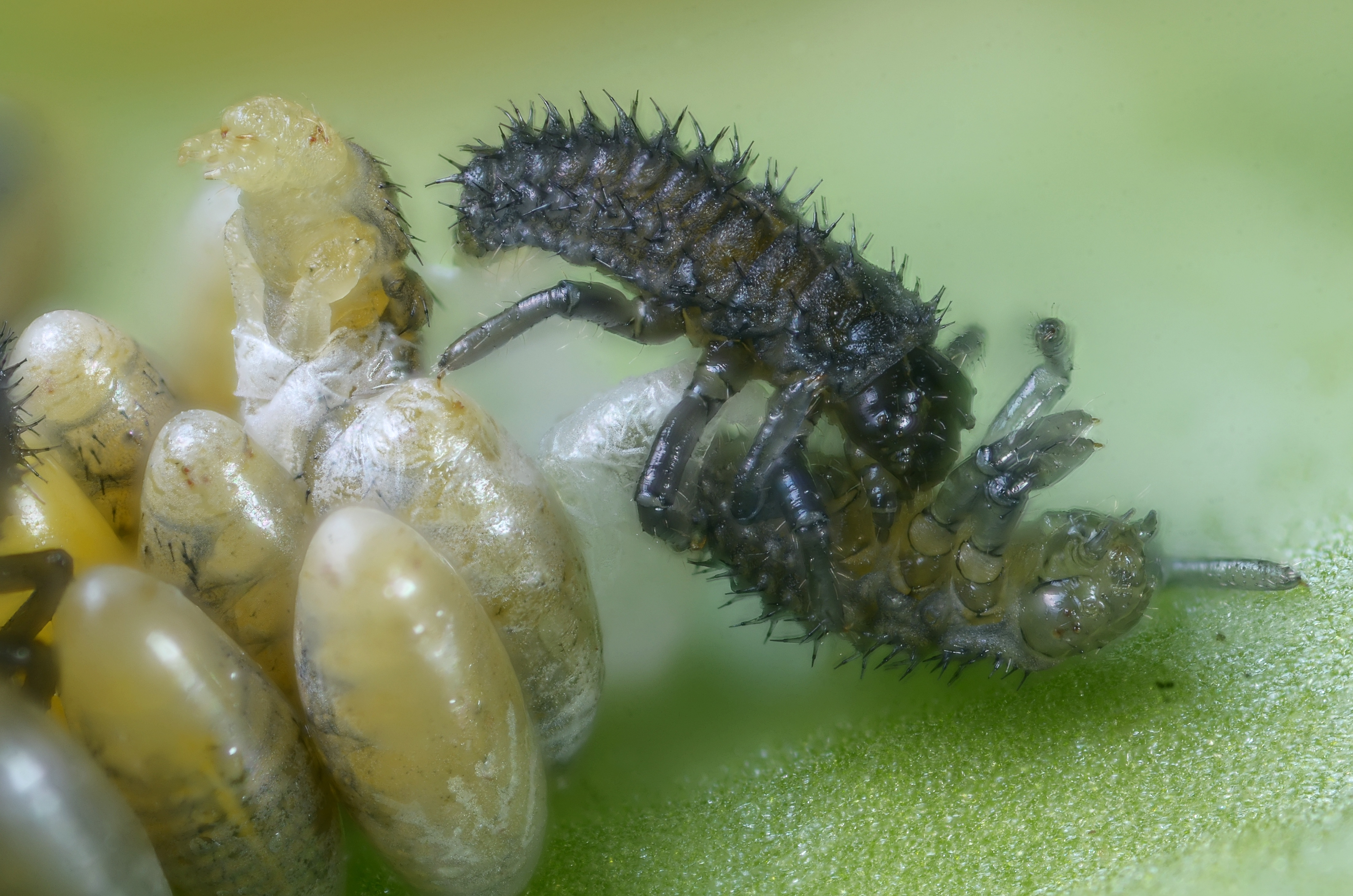
La predazione in eccesso in alcune specie di insetti può generare cannibalismo. Nella foto: una larva appena schiusa di Coccinella arlecchino preda un suo simile

In Polonia, osservando il comportamento predatorio di una popolazione di 19 donnole nell'arco di un periodo di tre anni, alcuni ricercatori hanno rilevato una sostanziale differenza nell'intensità e modalità di predazione in relazione alla temperatura atmosferica. In estate, le loro prede (arvicole dei boschi, topi selvatici dal collo giallo, topi selvatici a dorso striato e arvicole della tundra) vengono uccise e consumate all'istante, per il fabbisogno energetico del momento. In autunno e all'inizio dell'inverno, le donnole catturano le prede in sovrannumero e le accumulano per l'incipiente stagione fredda. In questo modo, evitando di sprecare calorie durante l'inverno, dove la densità di popolazione delle prede è al minimo, risparmiano l'energia necessaria non solo per portare a termine le varie fasi della caccia ma anche per la migliore termoregolazione, imposta dalle basse temperature.
In un'area del Minnesota centro-settentrionale sono state effettuate ricerche per identificare i possibili fattori scatenanti la predazione in eccesso di un branco di lupi su una popolazione di cervi dalla coda bianca. Utilizzando la telemetria è stato possibile marcare, in un periodo di sette anni, un numero di cervi per anno variabile tra le 22 e le 75 unità.
È stato osservato che la maggiore frequenza di animali uccisi e mangiati parzialmente dai lupi si è verificata nel periodo invernale di annate con precipitazioni nevose sopra la media (>70 cm). In queste condizioni ambientali risulta difficoltoso per i cervi approvvigionarsi di cibo e il conseguente stato di malnutrizione facilita i lupi nella loro cattura.
Ricercatori polacchi, nel Parco nazionale Kampinos, Polonia centrale, compiendo osservazioni sul numero di prede uccise ma non consumate - principalmente piccoli roditori e anfibi - rinvenute nei nidi di 48 poiane comuni nell'arco di 3 anni, hanno potuto identificare correlazioni positive tra i periodi con le annate di maggiore densità di popolazione delle prede e il numero di individui predati e lasciati integri all'interno dei nidi.
Nell'Appennino tosco-emiliano, caprioli spinti dalla necessità alimentare verso aree con limitate vie di fuga e in presenza di neve alta, hanno favorito l'innesco del meccanismo di predazione in eccesso in un piccolo branco di lupi, che ha consumato parzialmente alcune prede.
In Florida, tramite esperimenti di laboratorio, sono stati documentati casi di predazione in eccesso in larve del moscerino predatore Corethrella appendiculata nei confronti di specifici stadi larvali di diverse specie di zanzare del genere Toxorhynchites.
```
Le vittime, messe a disposizione del predatore in sovrannumero, venivano predate sempre allo stesso stadio larvale ma, mentre gli attacchi finalizzati al consumo dell'intero animale erano portati alla testa o agli organi respiratori - come si verifica, in situazioni di normalità, a causa della migliore efficienza nell'ingestione della preda- le larve uccise ma non mangiate, interamente o parzialmente, venivano attaccate al torace. È possibile quindi interpretare questo comportamento come una reazione adattativa alla presenza nell'ambiente di prede in sovrabbondanza che, secondo alcuni autori, in altre specie di insetti potrebbe anche essere finalizzata al contenimento della competizione per il cibo, e provocare il 
cannibalismo
.
[
15
]
[
16
]
[
17
]
```

Nelle popolazioni di orsi bruni e orsi neri in Canada ed in Alaska che si cibano di diverse specie di salmoni, quando c'è abbondanza di pesci durante il periodo riproduttivo, gli orsi ne uccidono in sovrannumero, selezionando poi gli esemplari con maggior massa e nutrendosi in preferenza di parti a più elevato apporto energetico, come muscoli, uova e cervello.
In condizioni di laboratorio, ragni del genere Diaea, ai quali vengono somministrati esemplari di moscerini della frutta, uccidono con rapidità le loro prede una dopo l'altra, dopo essersene cibate parzialmente. Ciò a causa del peculiare meccanismo di alimentazione del ragno: esso, dopo avere ucciso la preda, si ciba aspirandone i tessuti resi fluidi dall'iniezione di enzimi digestivi. Poiché la viscosità dei fluidi corporei della vittima, dopo l'uccisione, diminuendo nel tempo, comprometterebbe la capacità del predatore di alimentarsi della preda, esso la abbandona e aggredisce un altro individuo.